# Fonds professionnel spécialisé
Un fonds professionnel spécialisé (FPS) est un autre fonds d'investissement alternatif (FIA) mentionné à l'article L214-24 du Code monétaire et financier(CMF). Il fait l'objet d'une déclaration à l'Autorité des marchés financiers (AMF), et non d'un agrément.

## Fonctionnement
La souscription d'un fonds professionnel spécialisé (FPS) est réservée en principe aux investisseurs professionnels (article 533-11 du Code monétaire et financier (CMF) ou assimilés. Une personne morale remplissant 2 des 3 critères ci-après est notamment qualifiée d'investisseur professionnel : bilan > 20 M€, chiffre d'affaires > 40 M€, capitaux propres > 2 M€.
L’article 423.27 du RGAMF (règlement général de l’AMF) réserve la souscription de FPS aux investisseurs susceptibles d’investir au minimum 100 000 euros dans le fonds.
Lorsque le FIA est établi hors de France, sa commercialisation par un Conseiller en investissements financiers n'est possible qu'auprès de clients professionnels par nature, tels que définis à l'article D. 533-11 du CMF et seulement si le FIA a fait l'objet d'une procédure de passeport AIFM. Ce passeport est insuffisant pour une commercialisation par un CIF auprès de clients non professionnels : une autorisation préalable de l'AMF est alors nécessaire dans les conditions de l'article 421-13 du règlement général de l'AMF. Cette autorisation est également nécessaire pour un FIA français géré par un gestionnaire étranger. La disposition permettant à un Prestataire de services d'investissement (PSI) d'accéder à la demande d'un client non professionnel d'être considéré comme un client professionnel (dit client professionnel sur option - article D. 533-12 du CMF) n'est pas ouverte aux CIF. Ainsi, un CIF ne peut commercialiser un FIA étranger, ou géré par une société de gestion étrangère, qu'auprès d'un client professionnel par nature, et non sur option, ou encore auprès d'un client non professionnel, avec autorisation de l'AMF. 
Lorsque le FIA est établi en France, certains d'entre eux comme les FPS sont destinés aux clients professionnels, mais peuvent être souscrits par des clients non professionnels lorsque la souscription initiale est supérieure ou égale à 100 000 €. Cette somme pourra être ramenée à 30 000 euros si l'investisseur a déjà souscrit à un FCPR ne faisant pas l'objet de publicité et de démarchage, à un FPCI, à un FPS, ou dans une société de capital risque non cotée (article 423-27 du RGAMF). Le fait que le client soit un client professionnel par nature ou un client non professionnel affectera les conditions de souscription. 

## Formes juridiques
Les règles de fonctionnement du FPS sont rédigées dans le prospectus mis à disposition des investisseurs potentiels avec d'autres informations. Il peut prendre plusieurs formes juridiques, telles que décrites à l'article L214-154 du CMF :
- une société d'investissement à capital variable (SICAV), baptisée société d'investissement professionnelle spécialisée (SIPS) ;
- un fonds commun de placement (FCP), baptisé fonds d'investissement professionnel spécialisé (FIPS) ;
- une société en commandite simple (SCS), baptisée société de libre partenariat (SLP).

## Avantages

### Des rendements attractifs
Le FPS est un placement dont la rentabilité peut le rendre attirant auprès des épargnants. En règle générale, son objectif de capitalisation est supérieur au taux de 6 % par an[réf. nécessaire].

### Un environnement fiscal avantageux
Les FPS font l'objet d'une taxation distincte de celle applicable aux revenus fonciers. Les plus-values sont soumises à l'impot à taux unique, c'est-à-dire à une imposition au taux de 30 % (dont 17,2 % de contributions sociales sur les revenus du capital) ou, sur option, au barème progressif de l’impôt sur le revenu (auquel s’ajoutent les prélèvements sociaux au taux de 17,2 %).
Le FPS se retrouve également en principe hors base impôt sur la fortune immobilière pour les investisseurs détenant moins de 10 % des droits du fonds.